# Vlashnje
Vlashnje (serbiska: Влашња, Vlašnja, albanska: Vlashnjë, Vllashnjë, serbiska: Vljašna) är en ort i Kosovo. Den ligger i den södra delen av landet, 70 km sydväst om huvudstaden Priština. Vlashnje ligger 342 meter över havet och antalet invånare är 1 700.
Terrängen runt Vlashnje är varierad. Runt Vlashnje är det ganska tätbefolkat, med 222 invånare per kvadratkilometer. Närmaste större samhälle är Prizren, 6,5 km öster om Vlashnje. Omgivningarna runt Vlashnje är en mosaik av jordbruksmark och naturlig växtlighet.